# Vaisseau interstellaire

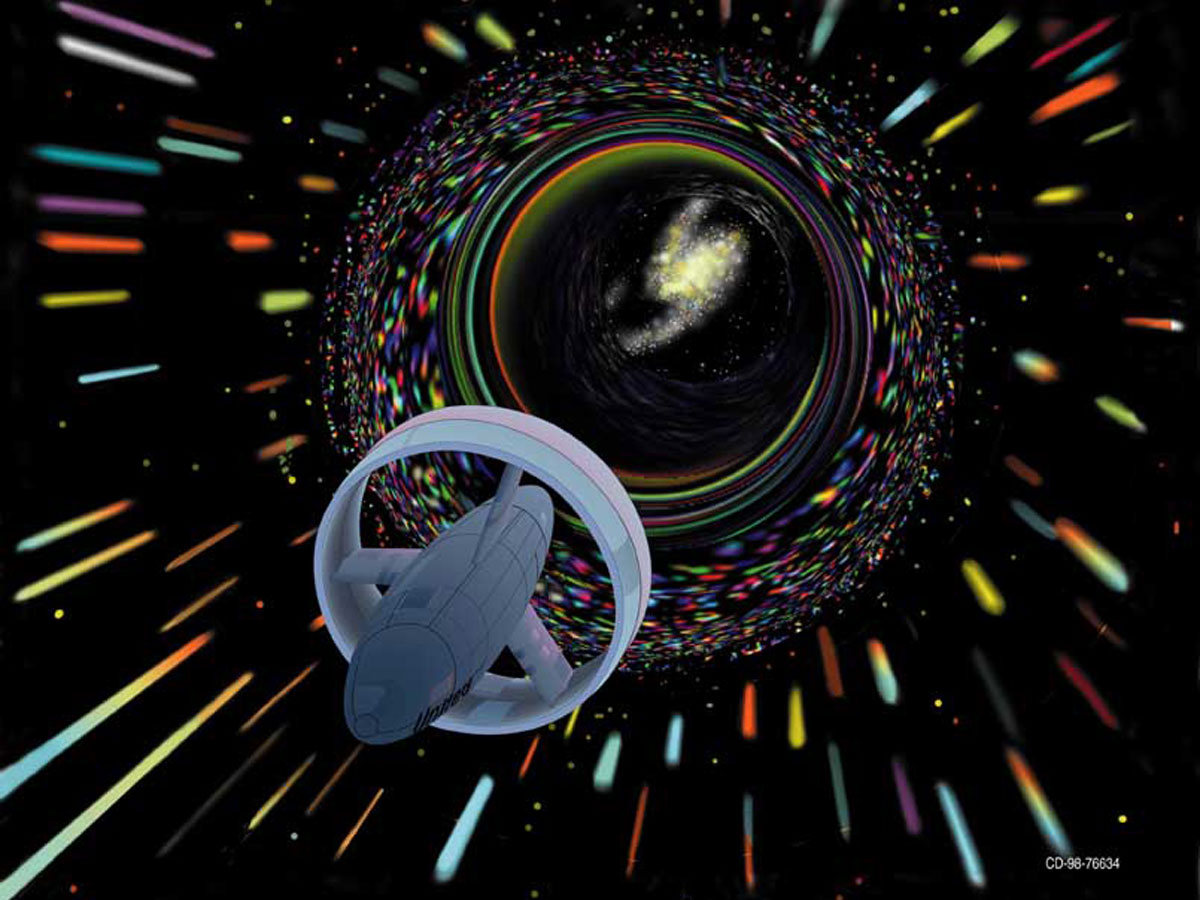
Vaisseau interstellaire empruntant un trou de ver (Vision d'artiste pour la NASA, 1998).

Un vaisseau interstellaire est un véhicule spatial autopropulsé conçu pour le voyage entre les étoiles, en particulier entre des étoiles comportant des systèmes planétaires. Ce concept largement traité dans les ouvrages de science-fiction reste du domaine de la théorie même si les engins automatiques d'exploration du système solaire comme les sondes spatiales Voyager ou Pioneer devraient atteindre sur leur vitesse acquise d'autres étoiles dans quelques dizaines de milliers d'années.

## Considérations techniques
Pour un article plus général, voir voyage interstellaire.
Dans l'état actuel de nos capacités techniques un déplacement d'une vitesse proche de celle de la lumière est impraticable. Par ailleurs aucun objet ne peut aller plus vite que la lumière (l'utilisation des trous de ver dans l'espace-temps relève du domaine de la pure spéculation théorique et sa mise en pratique ne semble pas possible). Compte tenu des distances entre les étoiles (les plus proches se trouvent à plusieurs années-lumière) la durée d'un voyage entre deux étoiles serait donc énorme. Les sondes spatiales (Voyager, Pioneer) qui sont en train de quitter le système solaire se déplacent à une vitesse de quelques dizaines de kilomètres par seconde, soit 0,0001 c (c = vitesse de la lumière). Avec les techniques de propulsion existantes il n'est pas envisageable de les lancer à une vitesse nettement supérieure. Par ailleurs ces sondes sont petites (quelques centaines de kilogrammes) et leur lancement vers les confins du système solaire a nécessité des lanceurs de près de 1 000 tonnes. Avec la propulsion chimique disponible actuellement lancer vers les étoiles (sans évoquer le problème du freinage à l'arrivée) à ces vitesses pourtant modestes un vaisseau d'une taille suffisante pour permettre à un équipage de survivre à un long voyage, ne semble donc même pas envisageable.
Le système de propulsion constitue donc l'obstacle majeur (mais pas le seul) à la réalisation d'un vaisseau interstellaire. Pour franchir ces distances énormes il faudrait mobiliser l'énergie de la fusion nucléaire qui pourrait être par exemple couplée à un moteur ionique. Les carburants nécessaires, l'hydrogène et/ou l'hélium constituent la plus large partie de la masse connue de l'univers. Le recours à l'annihilation matière/antimatière, comme dans le projet Aimstar, est également envisagé. Plusieurs études théoriques sur le sujet ont été menées par les ingénieurs travaillant dans le domaine spatial :
- Projet Daedalus
- Projet Orion
- Projet Longshot

Du fait de son isolement, de l'incapacité à la base de lancement à fournir le moindre soutien, un vaisseau  interstellaire serait similaire à un habitat spatial complètement autonome. Le vaisseau accélérerait durant la moitié du voyage et décélérerait durant la seconde. Si le vaisseau peut atteindre une vitesse représentant une fraction de celle de la lumière, son équipage pourrait  bénéficier de l'accélération temporelle lié aux effets relativistes. Mais à ces vitesses il serait nécessaire de mettre en place un bouclier de protection très complexe  pour se protéger de l'impact des particules se trouvant sur la trajectoire du vaisseau.

## Capacités des différentes techniques de propulsion
Pour atteindre l'étoile la plus proche en 40 ans (Proxima Centauri à ~4,242 années-lumière) il faut que le vaisseau dispose d'un delta-V de 60 000 km/s (la moitié de cette vitesse est consacrée à l'arrêt dans le système stellaire). Or le delta-V maximal des technologies susceptibles d'être maitrisées (en incluant fusion et antimatière) est d'environ 2300 km/s comme le montre le tableau ci-dessous (vaisseau mono étage).
| Système de propulsion | Système de propulsion | Impulsion spécifique | Delta-V max      | Poussée max    |
| --------------------- | --------------------- | -------------------- | ---------------- | -------------- |
| Propulsion chimique   | Propergol solide      | 250 - 310 s          | 5,7 - 7,1 km/s   | 107 newtons    |
| Propulsion chimique   | Propergol liquide     | 300 - 500 s          | 6,9 - 11,5 km/s  | 107 newtons    |
| MHD                   | MHD                   | < 200 s              | 4,6 km/s         | 105 newtons    |
| Propulsion nucléaire  | Fission               | 500 - 800 s          | 11,5 - 20,7 km/s | 106 newtons    |
| Propulsion nucléaire  | Fusion                | 10 000 - 100 000 s   | 230 - 2300 km/s  | 105 newtons    |
| Propulsion nucléaire  | Antimatière           | 60 000 s             | 1381 km/s        | 102 newtons    |
| Propulsion électrique | Électrothermique      | 150 - 1200 s         | 3,5 - 27,6 km/s  | 10 newtons     |
| Propulsion électrique | Electrostatique       | 1200 - 10 000 s      | 27,6 à 230 km/s  | 3×10-1 newtons |
| Propulsion électrique | Electromagnétique     | 700 à 5000 s         | 16,1 à 115 km/s  | 102 newtons    |
| Sans carburant        | Voile solaire         | 30 000 000 s         | pas de limite    | 10-4 newtons   |

## Vaisseaux interstellaires et science-fiction
En hard science-fiction deux stratégies sont étudiées : les concepts à temps court et les concepts à temps long.
Les concepts à temps long misent sur un temps de voyage supérieur à celui d'une vie humaine. Ils incluent :
- vaisseau à génération ou arche spatiale : un vaisseau spatial qui voyagerait bien en deçà de la vitesse de la lumière, avec un équipage se renouvelant sur plusieurs générations avant que le voyage ne soit terminé ;
- vaisseau dormant : vaisseau où la plupart ou tout l'équipage passe le voyage sous une forme d'hibernation ou d'animation suspendue ;
- vaisseau à embryons : un vaisseau beaucoup plus petit que les deux premiers, transportant des embryons humains congelés sur une exoplanète.

Les concepts à temps court misent sur une efficience moindre et un temps de voyage compatible avec les durées de vie humaine. Ils incluent, différenciés par leur méthode de propulsion :
- les vaisseaux propulsés par fusion nucléaire, thermique ou pulsée ;
- les vaisseaux propulsés par voile, solaire ou magnétique, et utilisant un lanceur fixe dans le système de départ ;
- vaisseau à hyperpropulsion : un vaisseau qui voyagerait à la vitesse de la lumière ou au-delà. Contrairement aux autres concepts celui-ci ne repose que sur de la spéculation théorique.